# Michael Bleekemolen
Michael Bleekemolen (* 2. Oktober 1949 in Amsterdam) ist ein niederländischer Automobilrennfahrer.

## Karriere
Michael Bleekemolen war ein niederländischer Formel Super Vau und Formel-Ford-Pilot, als er 1977 völlig überraschend mit viel niederländischem Sponsorgeld in die Formel 1 kam. Der Einsatz für das RAM Racing Team auf einem March 761-Cosworth beim Großen Preis der Niederlande kam eindeutig zu früh, fehlte Bleekemolen doch jede Erfahrung mit den schnellen Fahrzeugen der Formel 1. Der Einsatz musste zwangsläufig scheitern, und Bleekemolen konnte sich nicht qualifizieren.

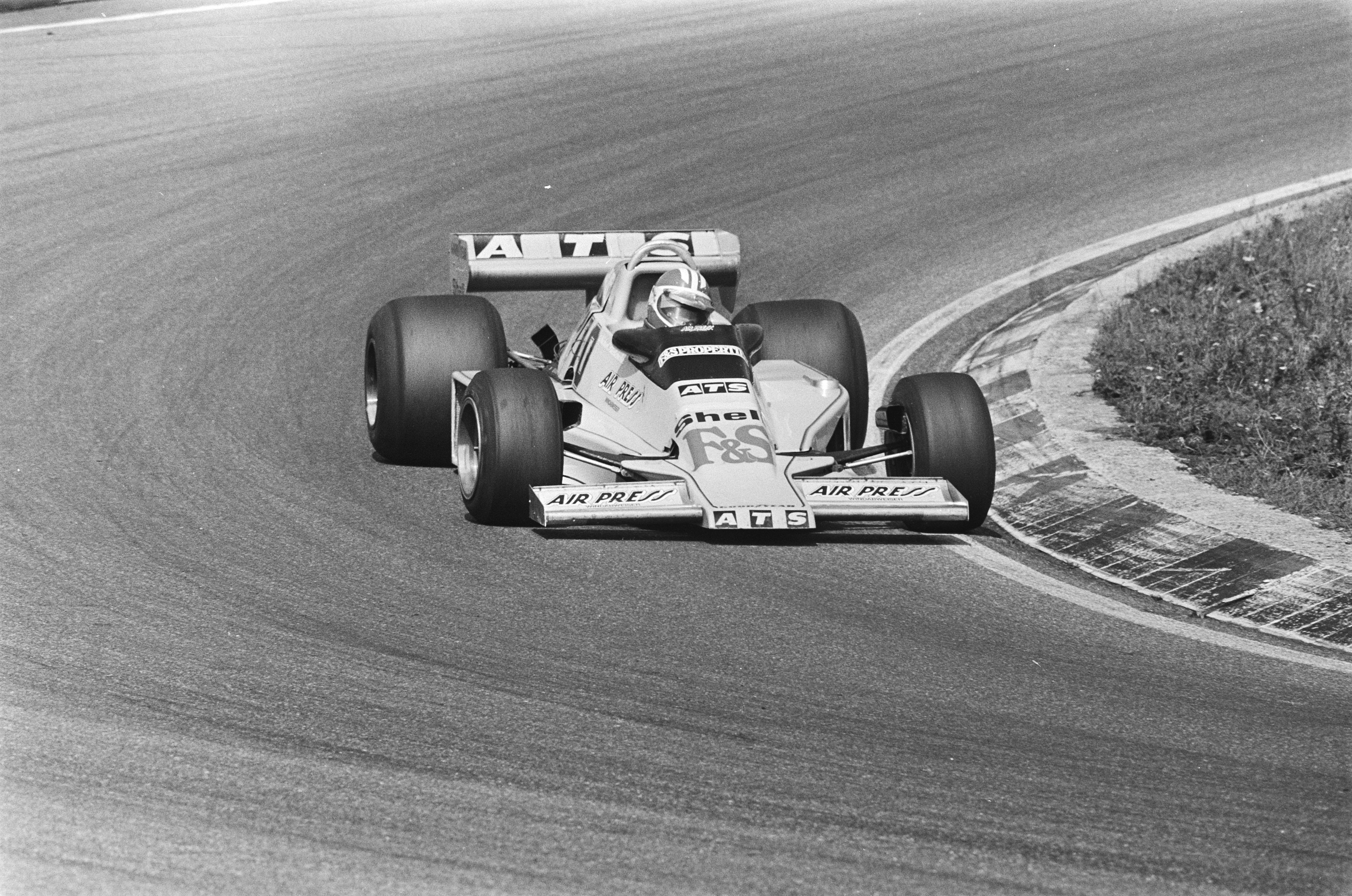
Michael Bleekemolen im ATS beim Großen Preis der Niederlande 1978

1978 fuhr er daraufhin zunächst die Formel-3-Europameisterschaft mit Rang 5 in der Gesamtwertung, als er Mitte der Saison wieder mit Sponsorgeld ein Cockpit bei ATS bekam. Auch der zweite Versuch, in der Formel 1 Fuß zu fassen, scheiterte. Nur beim Großen Preis der USA Ost in Watkins Glen konnte er sich einmal für einen Grand Prix qualifizieren, schied aber mit einem Defekt an der Ölpumpe frühzeitig aus.
Bleekemolen gab daraufhin seine Ambitionen in der höchsten Klasse des internationalen Motorsports auf und konzentrierte sich auf einen konsequenten Fortschritt in den unteren Klassen. Er fuhr ab 1979 drei weitere Jahre in der Formel 3 und konnte sich in der Europameisterschaft immer im Spitzenfeld klassieren. Als ihm klar wurde, dass ihm eine ganz große Karriere versagt bleiben wird, fuhr er noch sporadisch Sportwagenrennen, zog sich Mitte der 1980er Jahre, abgesehen von gelegentlichen Einsätzen bei Tourenwagen-Rennen, vom aktiven Rennsport zurück und nahm sich der Karriere seiner Söhne Jeroen und Sebastiaan an.

## Statistik

### Statistik in der Formel 1

#### Gesamtübersicht
| Saison | Team            | Chassis   | Motor                    | Rennen | Siege | Zweiter | Dritter | Poles | schn. Runden | Punkte | WM-Pos. |
| ------ | --------------- | --------- | ------------------------ | ------ | ----- | ------- | ------- | ----- | ------------ | ------ | ------- |
| 1977   | RAM Racing      | March 761 | Ford Cosworth DFV 3.0 V8 | –      | –     | –       | –       | –     | –            | –      | –       |
| 1978   | ATS Racing Team | ATS HS1   | Ford Cosworth DFV 3.0 V8 | 1      | –     | –       | –       | –     | –            | –      | –       |
| Gesamt | Gesamt          | Gesamt    | Gesamt                   | 1      | –     | –       | –       | –     | –            | –      |         |

#### Einzelergebnisse
| Saison | 1 | 2 | 3 | 4 | 5 | 6 | 7 | 8 | 9 | 10 | 11 | 12  | 13  | 14  | 15  | 16 | 17 |
| ------ | - | - | - | - | - | - | - | - | - | -- | -- | --- | --- | --- | --- | -- | -- |
| 1977   |   |   |   |   |   |   |   |   |   |    |    |     |     |     |     |    |    |
|        |   |   |   |   |   |   |   |   |   |    |    | DNQ |     |     |     |    |    |
| 1978   |   |   |   |   |   |   |   |   |   |    |    |     |     |     |     |    |    |
|        |   |   |   |   |   |   |   |   |   |    |    | DNQ | DNQ | DNF | DNQ |    |    |

| Legende  | Legende            | Legende                                                          |
| Farbe    | Abkürzung          | Bedeutung                                                        |
| -------- | ------------------ | ---------------------------------------------------------------- |
| Gold     | –                  | Sieg                                                             |
| Silber   | –                  | 2. Platz                                                         |
| Bronze   | –                  | 3. Platz                                                         |
| Grün     | –                  | Platzierung in den Punkten                                       |
| Blau     | –                  | Klassifiziert außerhalb der Punkteränge                          |
| Violett  | DNF                | Rennen nicht beendet (did not finish)                            |
| Violett  | NC                 | nicht klassifiziert (not classified)                             |
| Rot      | DNQ                | nicht qualifiziert (did not qualify)                             |
| Rot      | DNPQ               | in Vorqualifikation gescheitert (did not pre-qualify)            |
| Schwarz  | DSQ                | disqualifiziert (disqualified)                                   |
| Weiß     | DNS                | nicht am Start (did not start)                                   |
| Weiß     | WD                 | zurückgezogen (withdrawn)                                        |
| Hellblau | PO                 | nur am Training teilgenommen (practiced only)                    |
| Hellblau | TD                 | Freitags-Testfahrer (test driver)                                |
| ohne     | DNP                | nicht am Training teilgenommen (did not practice)                |
| ohne     | INJ                | verletzt oder krank (injured)                                    |
| ohne     | EX                 | ausgeschlossen (excluded)                                        |
| ohne     | DNA                | nicht erschienen (did not arrive)                                |
| ohne     | C                  | Rennen abgesagt (cancelled)                                      |
| ohne     | keine WM-Teilnahme |                                                                  |
| sonstige | P/fett             | Pole-Position                                                    |
| sonstige | 1/2/3/4/5/6/7/8    | Punktplatzierung im Sprint-/Qualifikationsrennen                 |
| sonstige | SR/kursiv          | Schnellste Rennrunde                                             |
| sonstige | *                  | nicht im Ziel, aufgrund der zurückgelegten Distanz aber gewertet |
| sonstige | ()                 | Streichresultate                                                 |
| sonstige | unterstrichen      | Führender in der Gesamtwertung                                   |